# Ґрабовець (гміна Бобово)
Ґрабовець (пол. Grabowiec, нім. Grabowitz) — село в Польщі, у гміні Бобово Староґардського повіту Поморського воєводства.
Населення — 195 осіб (2011).
У 1975-1998 роках село належало до Гданського воєводства.

## Демографія
Демографічна структура станом на 31 березня 2011 року:
|          | Загалом | Допрацездатний вік | Працездатний вік | Постпрацездатний вік |
| -------- | ------- | ------------------ | ---------------- | -------------------- |
| Чоловіки | 97      | 31                 | 56               | 10                   |
| Жінки    | 98      | 25                 | 58               | 15                   |
| Разом    | 195     | 56                 | 114              | 25                   |